# Torra Bay

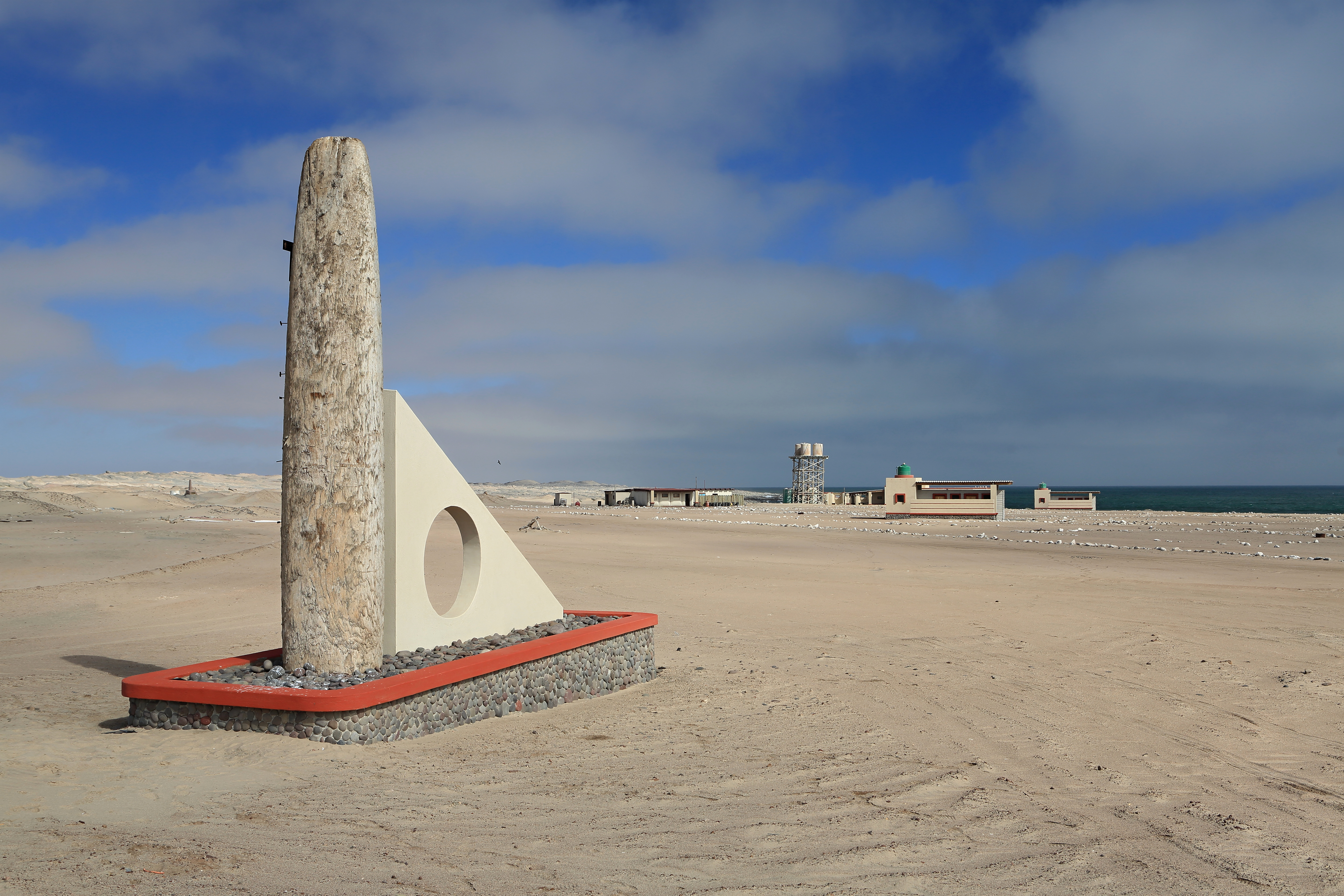
Torra Bay

Torra Bay (afrikaansTorrabaai) ist ein Camp- und Anglerstützpunkt an der Skelettküste innerhalb des Namib-Skelettküste-Nationalparks im nordwestlichen Namibia. 
Durch den hier verlaufenden Benguelastrom gelten die Fischgründe in Torra Bay als außerordentlich reich. Der Ort kann verkehrsgünstig sowohl über die C34 von Swakopmund als auch über die C39 von Khorixas erreicht werden, besitzt jedoch neben dem Campingplatz nur noch einen Lebensmittelladen und eine Tankstelle. Das gesamte Camp ist nur im Dezember und Januar geöffnet.
Koordinaten: 20° 19′ S, 13° 14′ O